# Palpares nyicanus
Palpares nyicanus är en insektsart som beskrevs av Hermann Julius Kolbe 1897. Palpares nyicanus ingår i släktet Palpares och familjen myrlejonsländor. Inga underarter finns listade i Catalogue of Life.